# 2013年リットルインディア暴動事件
２０１３年リトルインディア暴動事件が致命的な交通事故はレース・コース・ロードとハンプシェ・ロードの交差点でなりましての後に怒るインド国からの移民労働者たちが関与するのバスと到着の緊急車両を攻撃されました。そこで約３００労働者がいっては関与してが約２時間内に暴動しました。これは独立後のシンガポールの第２暴動事件と４４年ぶりの最初暴動事件、前回は１９６９年の人種暴動です。暴動事件の結果はより厳しく法律とアルコール摂取と取引の罰金を上げました。そして、2015年酒類管理法を作りました。

## 暴動
暴動事件は２時間ぐらいに続ける、そして、状況は２４時前に制御下をなりました。  特殊作戦司令部 (SOC) と グルカ兵の３００警察官ぐらいを暴動するが対処のためを急送させた。  目撃者はその場所の暴動者はよっぱらったとビール瓶を投げるを報告しました。
２３:４５時前にすべての暴動者は周り場所へ逃げた。

### 事件タイムライン
| 時                         | 事故 |
| -------------------------- | --- |
| １２月８日                 | |
| ２１時２０分 ごろ          | ３３歳のインド建設作業員、サックティベル・クマーベル、 リトルインディア区で専用バスがぶつとひかれる。                                                                    |
| ２１時２３分～２５分       | シンガポール警察とシンガポール民間防衛軍 (SCDF) は交通事故を伝えてくれました。                                                                                           |
| ２１時３１分～３８分       | 最初警察と緊急車両は到着します |
| ２１時４１分～４５分       | 警察増援が現場に徐々に到着します。群集はますます手に負えないとサイズは４００人に上げました。特殊作戦司令部 (SOC) は派遣された。                                          |
| ２１時５６分～２２時１１分 | 警察とSCDF員はバスの下りに被害者の体を取得して試していす。彼らもバス運転手とアシスタントを覆ったとして救急車まで移動する。群集は非常に攻撃的にと色々な物を投げている。   |
| ２２時半～２２時４０分     | SOCの２部隊が現場を到着した。 シンガポール警察が全国各地の５３台パトカーを召集しました。                                                                                 |
| ２２時４４分               | SOC軍隊は編成すると群集を解散して始まります。警察が暴動者を逮捕し始まる。                                                                                                |
| ２３時４５分               | 群集は解散しました。 警察官は暴動者を再編成させないのためが高視性なパトロールします。                                                                                    |
| １２月９日                 | |
| ０時１分～５時８分         | 警察調査は現場で実施した。 現場でンー・ジュー・ヒー、 ティオ・チー・ヒーン、 S. イスワラン政治者は到着しました。警察調査は完成後に 建国環境庁 (NEA) が地方を片付けます。 |
| ６時４５分                 | レース・コース・ロードは交通開けました。 |

## 余波

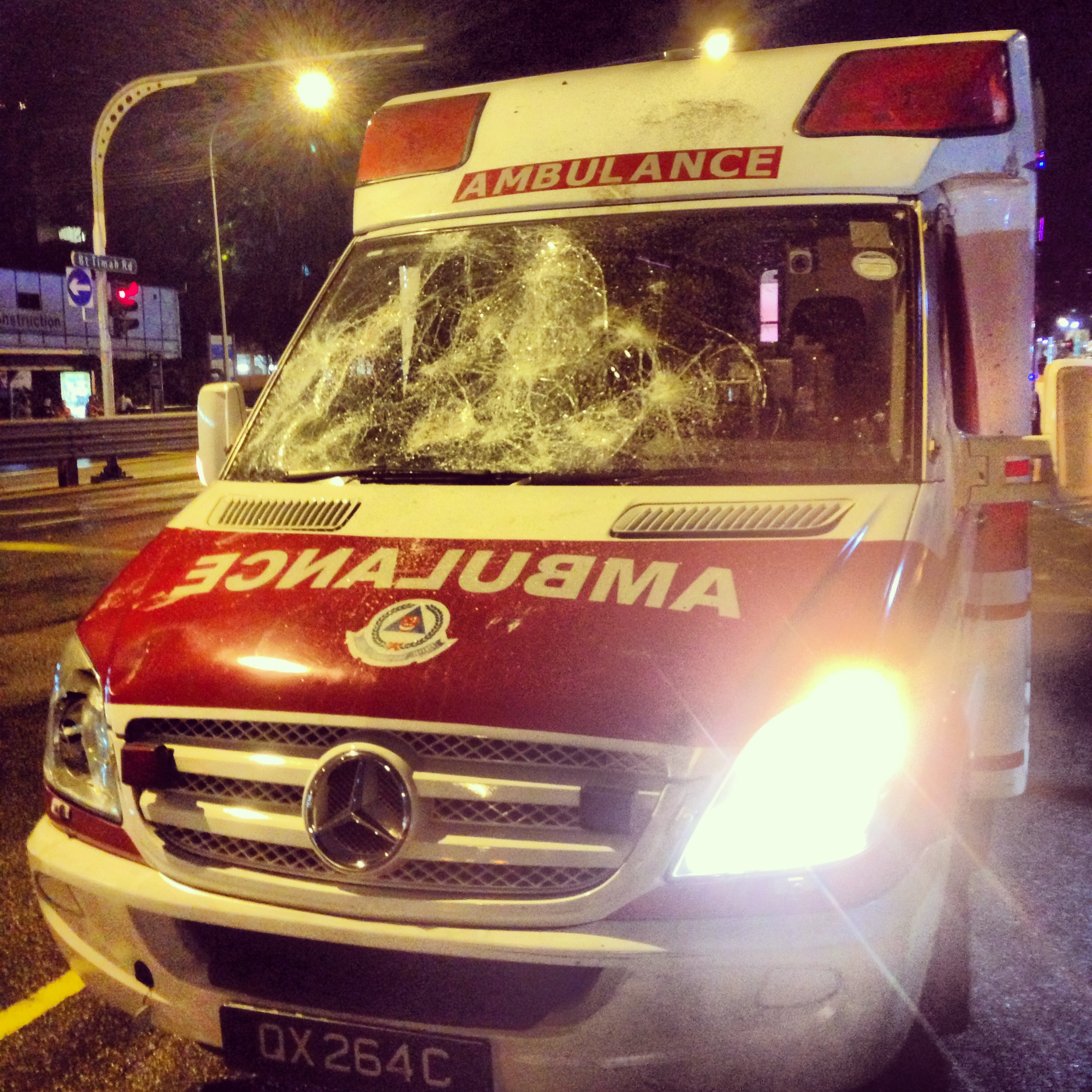
暴動中に救急車を損傷した。２０１３年１２月９日撮影。

暴動中に２５台緊急車両は損傷されたに、５台は放火されました。 ネットでポスト済むの動画撮影は暴動者が数パトカー側をひっくり返した。  として、３９警察官、４人民間防衛と補助官を怪我しました。
初期推定暴動者の数は約４００人でして 、余波で推定数は３００人に下がった。 シンガポール警察部隊 は３００機動隊官を派遣した。 ２７人は暴動によって逮捕されました。 警察部隊は１２月９日のプレス知らせに逮捕者は２４インドからの移民労働者、２人はバングラデシュからの移民労働者と１人はシンガポール永住者だって伝えた。 その後の調査はあの２人バングラデシュ人と１人シンガポール永住者が不関与です。

## 調査
シンガポール警察部隊のお知らせに基づく、暴動は歩行者とバスの交通事故の後ですぐに始まりました。２１:２３シンガポール標準時にレース・コース・ロードとハンプシェ・ロードの交差点で歩行者「サックティベル・クマラベル(３３歳)、インド出身」はバスをぶつりました。 サックティベルは怪我過ぎって現場で死亡しました。
５５歳シンガポール運転手は交通事故をやった無罪です。 後の暴動容疑者の２７人は危険な武器を使って暴動を起訴された。
予備調査はサックティベルが酔っ払ってにアヴェリロジュ寮までのバスを乗りしようとした。 バス運転手は女性タイムキーパーはサックティベルがバスからの降る支援を聞いた。 交通事故はサックティベルが降りったすぐになりました。